# St. Blasius (Mölschbach)
St. Blasius ist eine römisch-katholische Filialkirche im Ortsteil Mölschbach der Stadt Kaiserslautern. Sie steht als Einzeldenkmal unter Denkmalschutz und ist dem hl. Blasius von Sebaste geweiht.

## Geschichte
St. Blasius wurde in den Jahren 1930/31 von den Gebrüdern Leidner aus Kaiserslautern errichtet. In den Jahren 1983/83 baute man im Südosten ein Gemeindezentrum an.
Das Patrozinium der Kirche in Mölschbach greift das der ehemaligen Kirche am nahe gelegenen Aschbacherhof auf. Diese wurde zu einer der ersten protestantischen Kirchen der Pfalz und damit endete der Bezug zum hl. Blasius als Kirchenpatron.

## Architektur
Die neubarocke Saalkirche ist nach Süden ausgerichtet und besitzt an jeder Längsseite vier Fensterachsen mit Rundbögen. Auf dem Satteldach sitzt nahe der nördlichen Giebelseite ein quadratischer Dachreiter mit eingezogenem Spitzhelm. Im Süden schließt der Bau mit einem quadratischen eingezogenen Chor ab. Das Portal in der nördlichen Giebelseite ist aufwendig in Formen des Neubarocks in rotem Sandstein gestaltet. Schmale Pilaster tragen einen weit auskragenden geschweiften und gesprengten Giebel, in dessen Mitte eine Porträtbüste des hl. Blasius über einem großen Schlussstein mit Kreuz sitzt. Über dem Portal sitzt ein Okulus. Während der Saal im Inneren mit einer flachen Holzbalkendecke gedeckt ist, überwölbt ein Tonnengewölbe den Chor. Im Chor selbst finden sich zwei Rundfenster an der Stirn- und der Westseite mit Herz-Jesu- und Maria-Immaculata-Darstellung. An der nördlichen Stirnwand der Kirche sitzt eine Empore mit der Orgel.

## Ausstattung
Die schlichte Ausstattung der 1930er Jahre ist weitgehend erhalten.